# Vendeur de rue

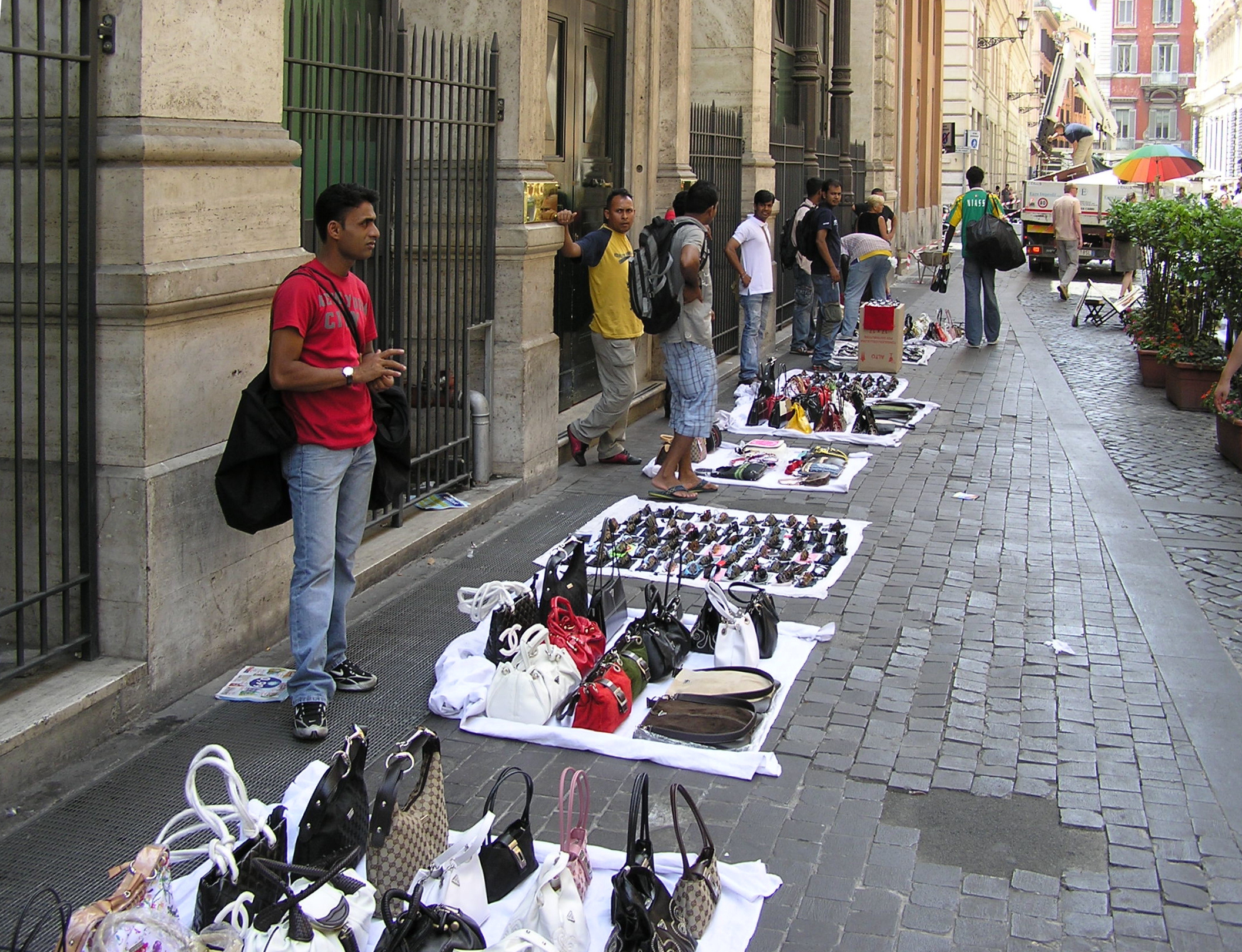
Des vendeurs de rue, colporteurs vendant des sacs et des lunettes de soleil dans le centre de Rome.

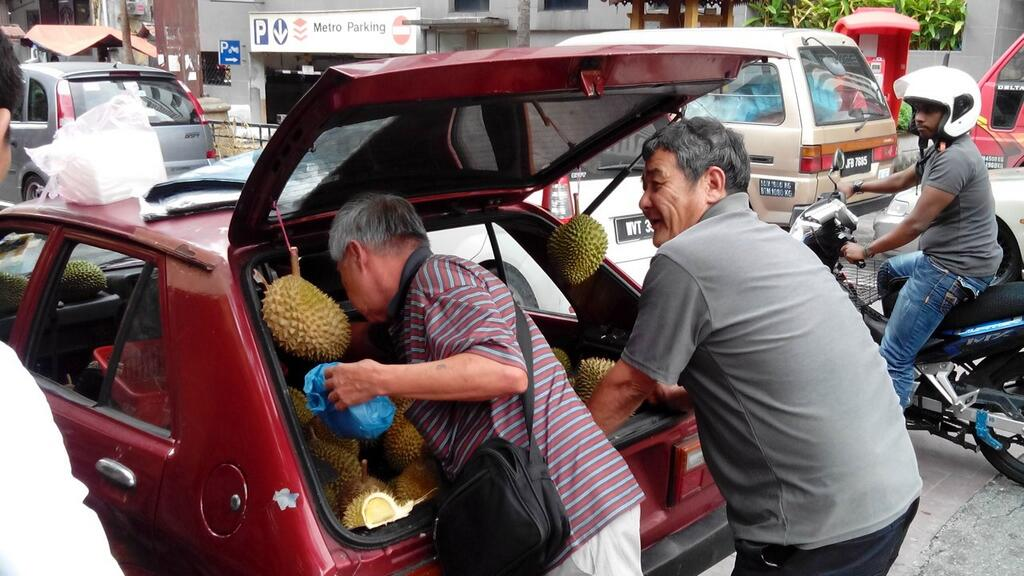
Des vendeurs de durians avec une voiture à Johor Bahru.

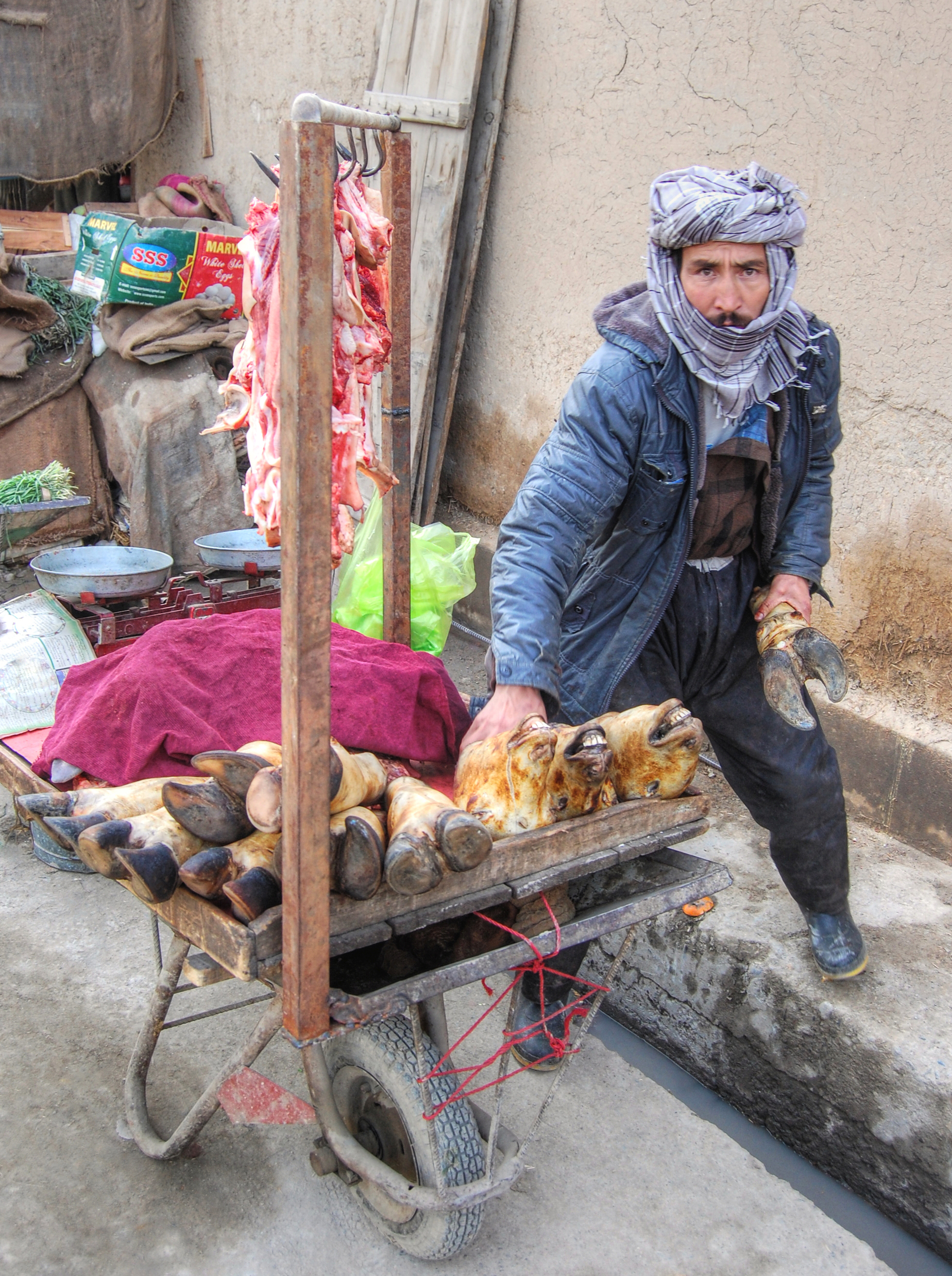
Un vendeur de viande de chèvre à Kaboul.

Un vendeur de rue ou vendeur à la sauvette est un marchand de produits pouvant être facilement transportés ; le terme est à peu près synonyme de celui de colporteur. Dans la plupart des endroits où le terme est utilisé, un vendeur de rue vend des articles peu coûteux, de l'artisanat ou des produits d'alimentation. Qu'il soit stationnaire ou mobile, le colporteur annonce souvent fort, en criant ou en chantant, et plaisante facilement avec les clients afin d'attirer leur attention et améliorer ses ventes.
Le langage courant parle de ventes à la sauvette ou de ventes sous le manteau. La loi les qualifie de ventes sauvages, car elles sont faites sans autorisation sur le domaine public en droit public français (c'est-à-dire sur le trottoir, les chaussées, dans les halles et les marchés, etc.). Toutes sortes de marchandises peuvent être vendues à la sauvette : aliments, vêtements et accessoires, produits d’hygiène et de ménage, jouets, médicaments, pièces détachées d’automobiles, etc.
Lorsqu'il accompagne la vente par une démonstration et/ou une explication détaillée du produit, le colporteur est alors plutôt considéré comme démonstrateur ou pitchman.

## Régional

### Asie

#### Inde

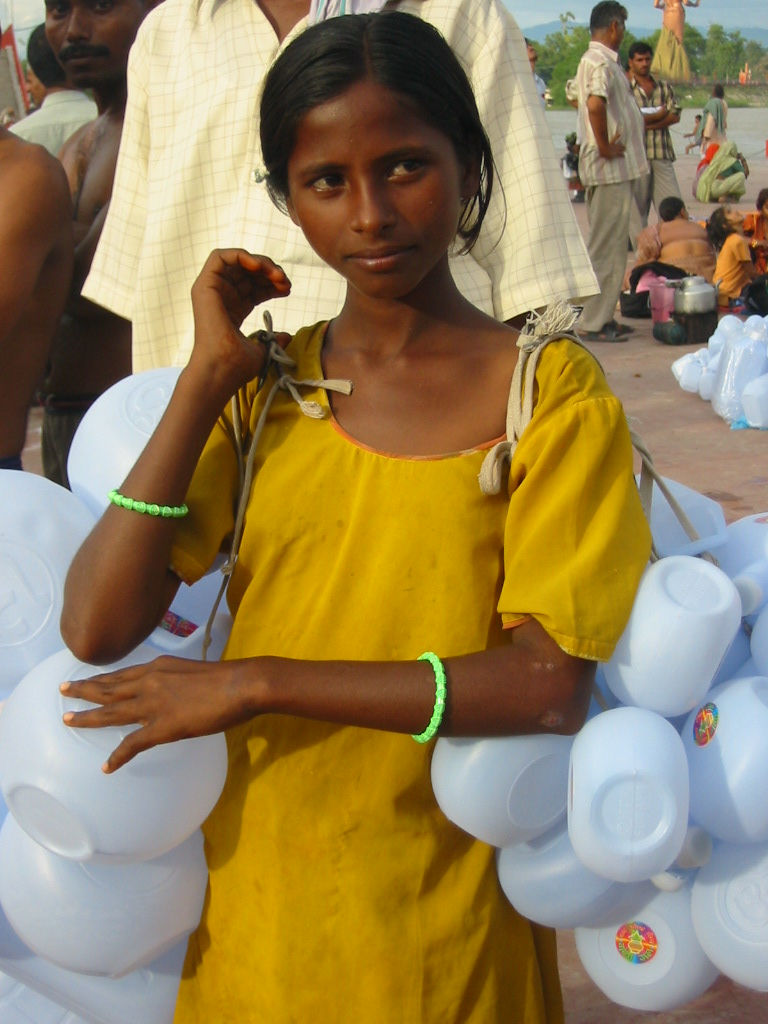
Une fille vendant des contenants en plastique pour le transport de l'eau du Gange, à Haridwar. Beaucoup de vendeurs de rue en Asie sont des enfants.

Selon le ministère du logement et de la réduction de la pauvreté, il y a 10 millions de vendeurs de rue en Inde, dont 250 000 à Bombay, 200 000 à Delhi, plus de 150 000 à Calcutta, et plus de 100 000 à Ahmedabad. La plupart d'entre eux sont des immigrants ou des travailleurs licenciés, travaillant en moyenne de 10 à 12 heures par jour, et restant pauvres.
Il existe en Inde des plafonds aux licences commerciales, insuffisant dans la plupart des villes comme à Mumbai, qui ne peut délivrer que 14 000 licences, signifiant que la plupart des vendeurs travaillent illégalement, ce qui les rend également sujets à la corruption et à des extorsions de la police locale et des autorités municipales, en plus du harcèlement, de lourdes amendes et parfois d'expulsion,.
Au fil du temps, les vendeurs de rue se sont organisés en syndicats et associations, et de nombreuses ONG ont commencé à travailler pour eux. Dans les faits, L'association nationale des vendeurs de rue d'Inde (NASVI), basée à Delhi, est une fédération de 715 organisations de vendeur de rue, de syndicats et d'organisations non gouvernementales ayant pour but d'améliorer les conditions d'exercice et de vie des vendeurs de rue. Calcutta dispose de deux syndicats, à savoir le Bengal Hawkers Association et le Calcutta Hawkers' Men Union. En septembre 2012, la loi sur les vendeurs de rue (Street Vendors (Protection of Livelihood and Regulation of Street Vending) Act) fut introduite par la Lok Sabha, la chambre basse du parlement Indien ; elle vise à fournir la sécurité sociale et des moyens de subsistance, ainsi qu'à reglementer le système de licence,. Ce projet de loi fut adopté à la Lok Sabha le 6 septembre 2013, puis par la Rajya Sabha le 19 février 2014,,. Le projet de loi a reçu la sanction du président de l'Inde le 4 mars 2014, mais son entrée en vigueur n'a pas été déterminée.

#### Autres pays
Le balut est un plat populaire vendus dans la rue aux Philippines, au Laos, au Cambodge et au Vietnam. En Chine et à Hong Kong, les vendeurs de rue vendent souvent des boulettes de poisson, des boulettes de viande, du butzaigo, des châtaignes grillées, et du tofu puant. À Singapour et en Malaisie, ces stands sont tellement populaires que nombre d'entre eux s'installent de façon permanente dans des Hawker center.
À travers l'Asie, les stands sont mis en place avec peu voire pas de contrôle des autorités. En raison des préoccupations sanitaires et de responsabilité civile, cette culture de restauration de rue a été sérieusement mis à l'épreuve par exemple en Indonésie, mais finalement sans grand changement. Hong Kong cependant, les restrictions pour les marchands locataires et ceux propriétaires d'une licence ont mis un frein à l'activité de restauration mobile. Le terme de Jau Gwei (littéralement : « fuyant les fantômes ») est utilisé pour décrire les vendeurs fuyant les raids de la police locale.
Au Japon, on trouvait à l'époque d'Edo (1603-1868), des vendeurs de rue appelés botefuri (棒手売／棒手振) dans les grandes villes. Ils transportaient sur leurs épaules des boîtes posées sur un joug et vendaient de tout : poisson, légumes et autres aliments, mais aussi de la vaisselle ou même des balais. Ils empruntaient le matériel et l'argent pour l'achat de marchandises à un propriétaire, et le remboursaient à la fin de la journée avec un taux d’intérêt de 2% à 3%. Ils gardaient l'argent restant pour eux.

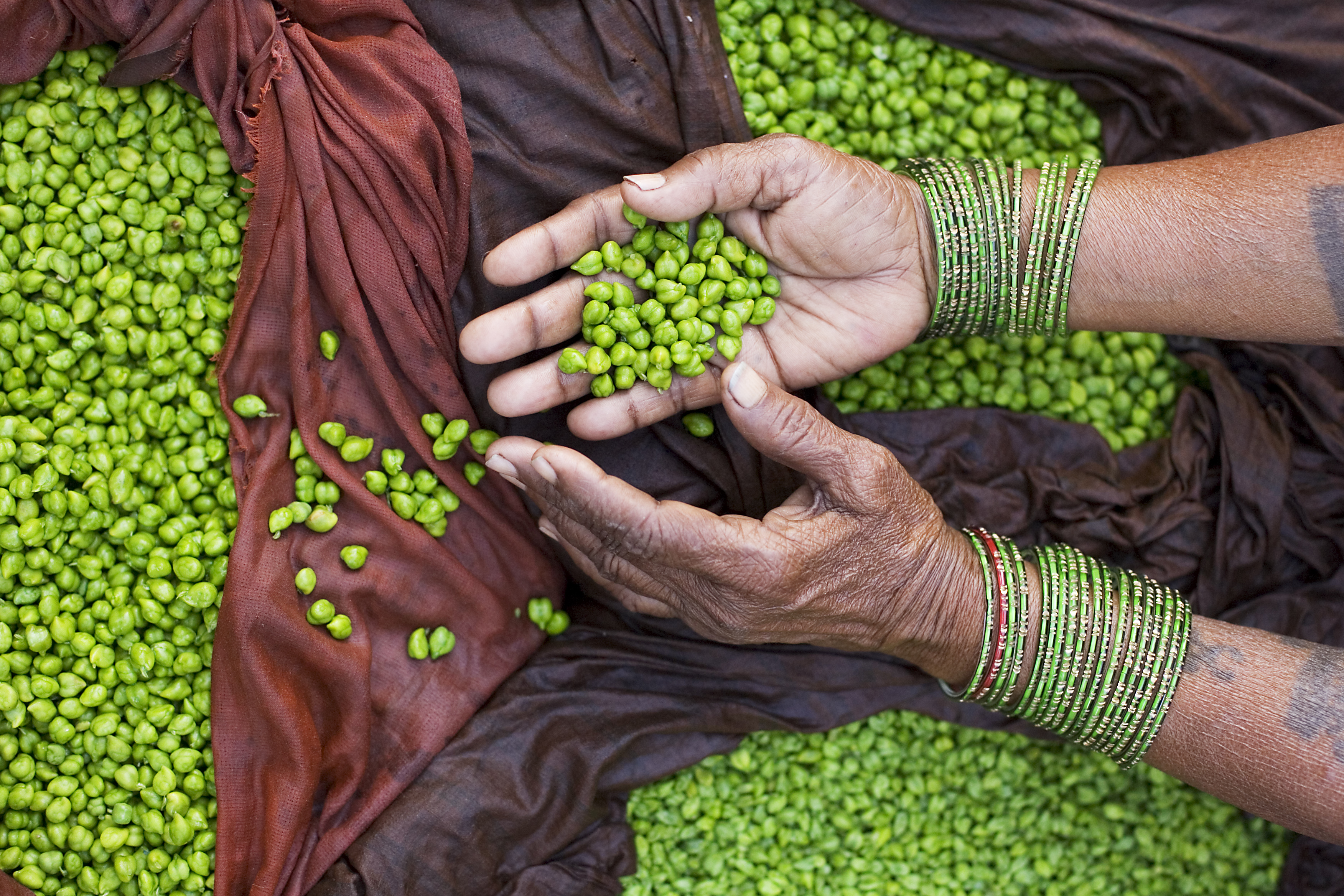
Vente de pois chiches à Varanasi.
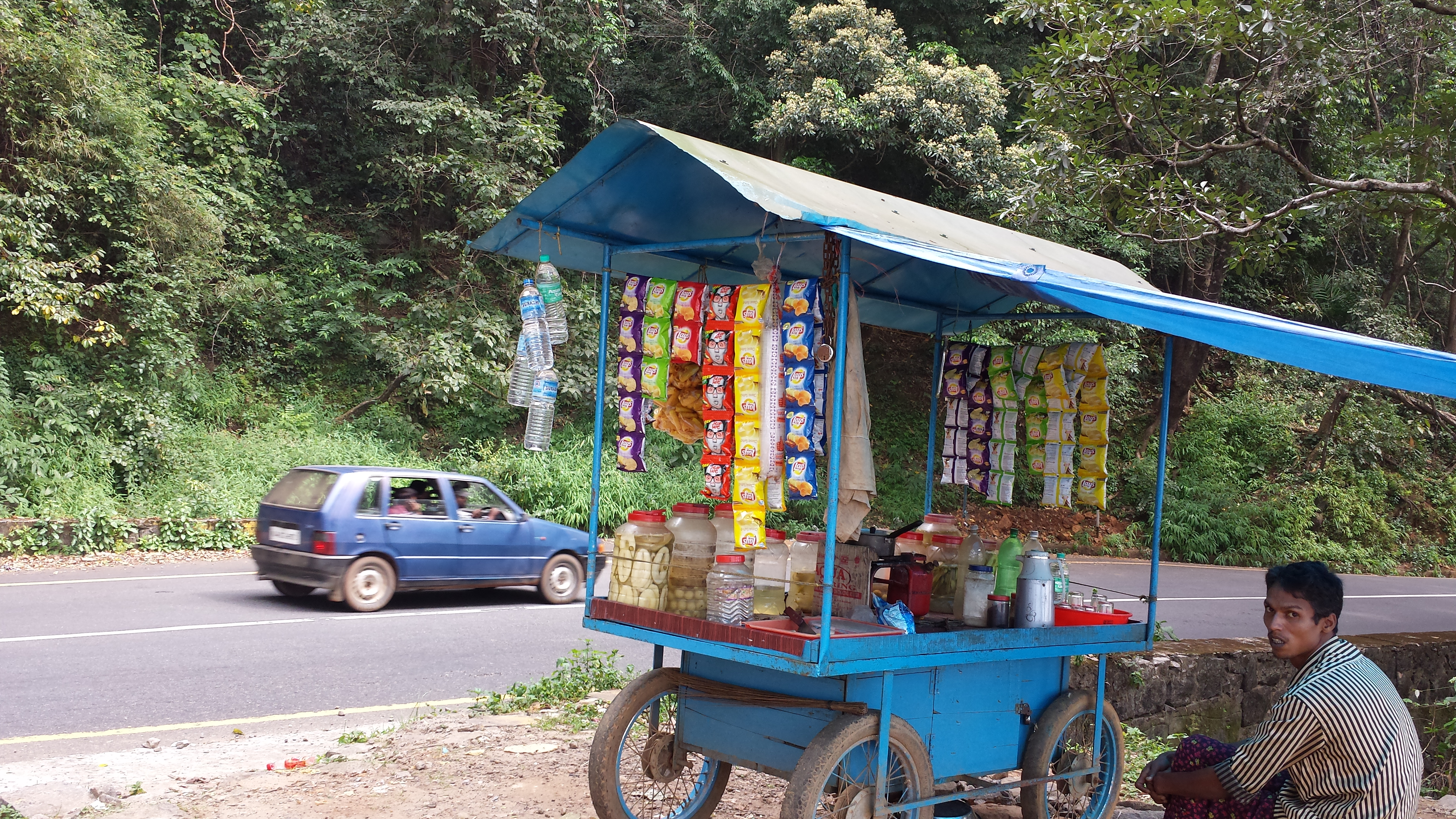
A Wayanad, en Inde
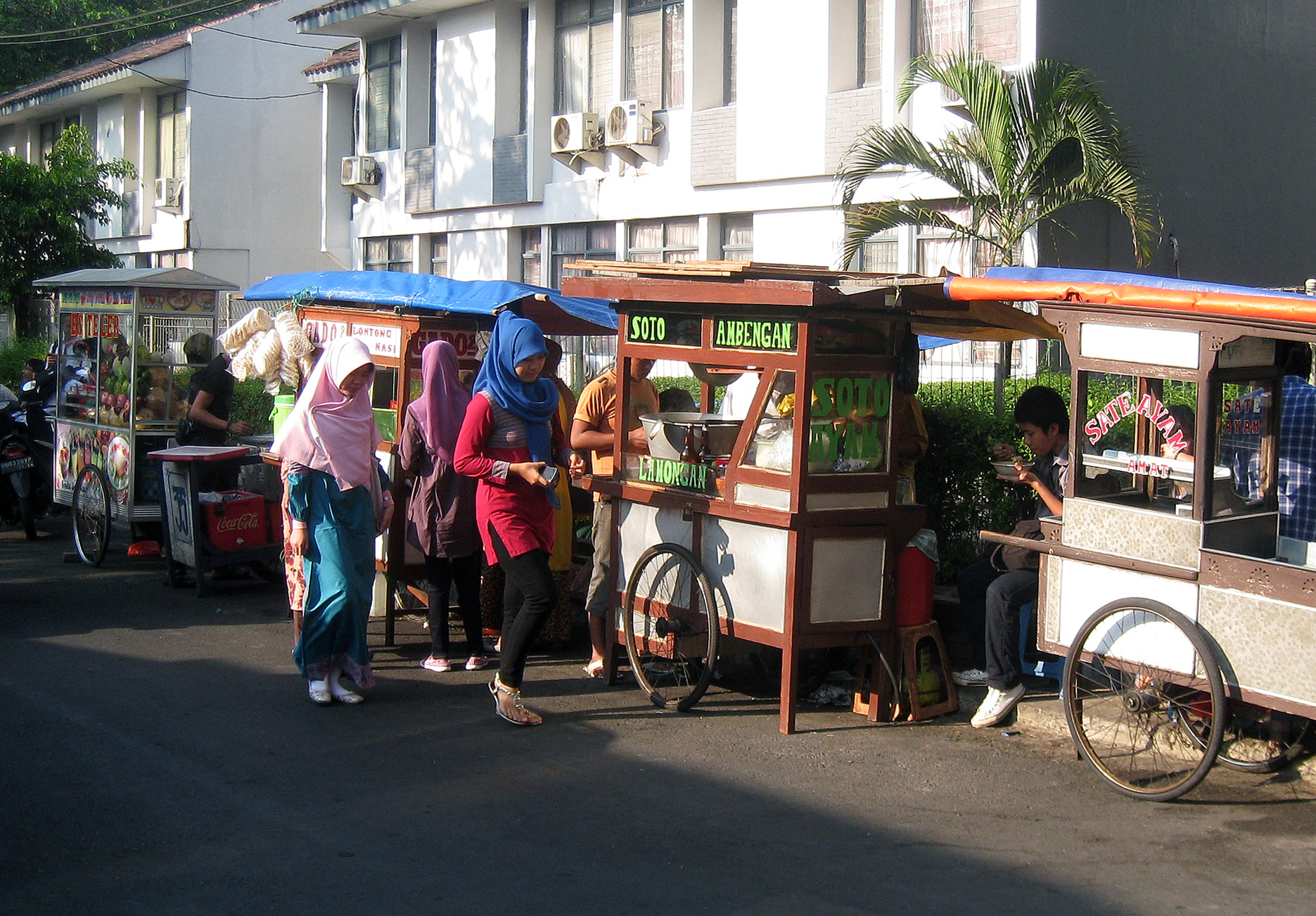
Un kaki lima à Jakarta
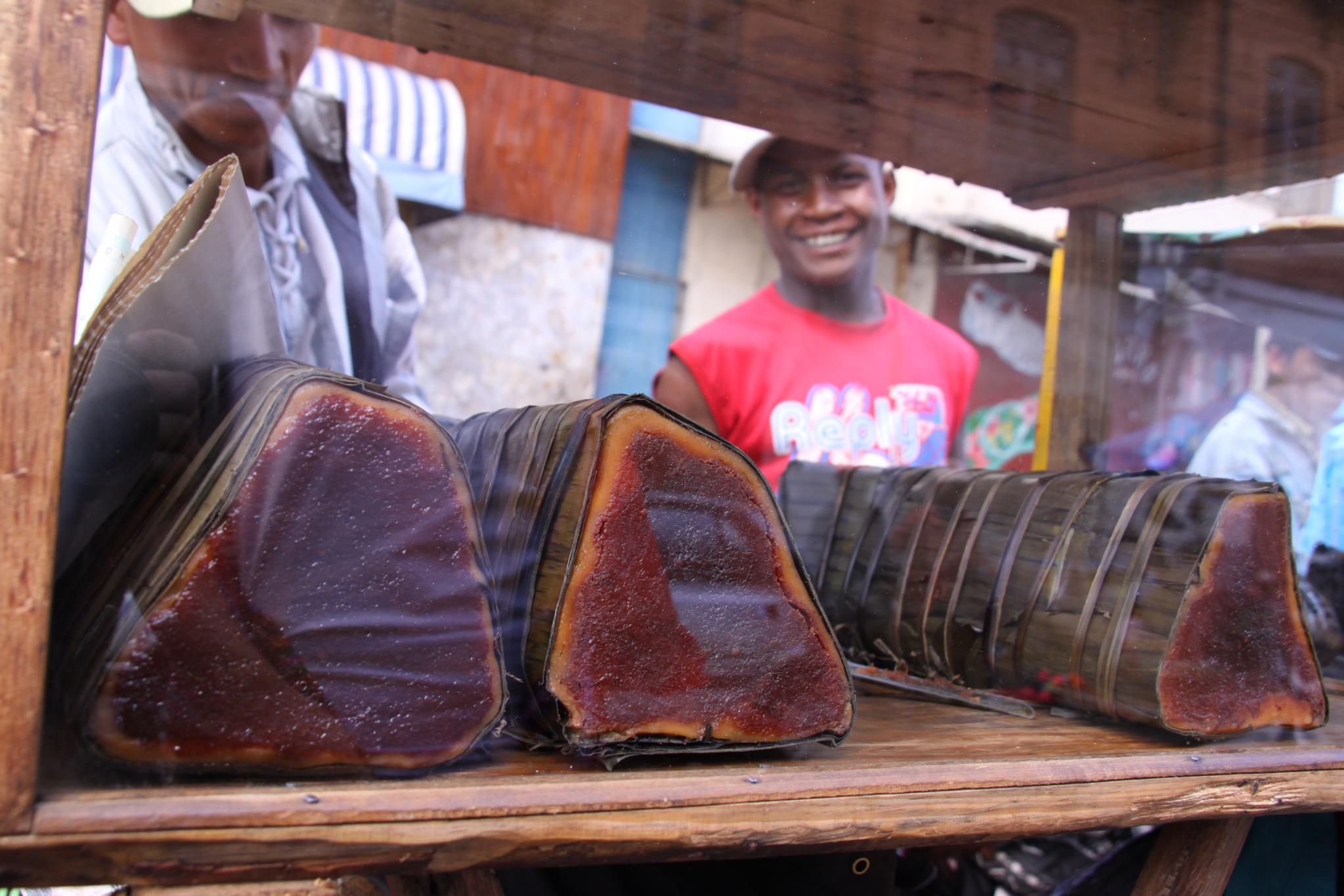
Des vendeurs à Antananarivo vendant du koba, une sucrerie fabriquée à partir de cacahuètes pilées, de sucre et de la farine de riz.

### Europe

#### Londres à l'époque victorienne
Les costermongers de Londres connurent leur apogée au XIXe siècle. Organisés, ils étaient omniprésents et leurs cris s'entendaient partout,.

#### France

##### Réglementation en France
Le code de commerce énonce dans son article L 442-8 qu’il est « interdit à toute personne d’offrir à la vente des produits ou de proposer des services, en utilisant, de façon irrégulière, le domaine public de l’État, des collectivités locales et de leurs établissements publics ».
La circulaire du 12 août 1987 relative à la lutte contre les pratiques paracommerciales précise que la personne qui veut exercer sur le domaine public doit se soumettre à différentes obligations préalables sous peine de voir son activité appelée « vente sauvage ».
En pratique, cela signifie que pour vendre sur le domaine public (ex : vendre des vêtements sur un marché, proposer des fruits à la sortie du métro), il faut payer les taxes et impôts des commerçants, respecter le droit commercial et le droit des affaires, avoir une autorisation spécifique de travailler sur le domaine public (c’est le maire qui, dans la majorité des cas, peut donner cette autorisation).
Par conséquent, toute personne en infraction avec cette réglementation peut être verbalisée : la police dresse une contravention et a le droit de saisir la marchandise vendue.
Il n’existe qu’une seule exception à ces interdictions : la vente du muguet le 1er mai.
Concernant le cas particulier des articles de contrefaçon ou de contrebande qui peuvent être contrôlés par les douaniers. L'ex DGCCRF, maintenant DDPP, est compétente pour relever ces infractions.
Les agents de la DGCCRF et les officiers de police judiciaire sont alors compétents pour constater et poursuivre l’infraction et pour consigner les marchandises et les biens ayant servi à leur vente. Cette consignation donne obligatoirement lieu à un procès-verbal, mentionnant l’inventaire des produits et leur valeur. Il s’agit là d’une démarche et d’un comptage particulièrement fastidieux, en ce que chaque objet doit faire l’objet d’un tel traitement, y compris s’il s’agit d’objets similaires.

##### Les ventes à la sauvette en France
La vente à la sauvette est interdite en France depuis la loi no 2011-267 du 14 mars 2011 d'orientation et de programmation pour la performance de la sécurité intérieure. On peut lire :
« Art. 446-1.-La vente à la sauvette est le fait, sans autorisation ou déclaration régulière, d'offrir, de mettre en vente ou d'exposer en vue de la vente des biens ou d'exercer toute autre profession dans les lieux publics en violation des dispositions réglementaires sur la police de ces lieux. La vente à la sauvette est punie de six mois d'emprisonnement et de 3 750 € d'amende. ».
Les peines sont augmentées quand elle est commise en réunion.
Il n’existe pas de statistiques complètes et exhaustives sur les ventes à la sauvette en France. Cela car il s’agit souvent de réseaux parallèles et d’organisations clandestines.
En plus, il n’est pas facile de distinguer entre tous les vendeurs à la sauvette : la personne qui achète des bouteilles d’eau l’été en grande surface et les revend dans la rue en réalisant un petit bénéfice n’a pas grand-chose en commun avec les voleurs organisés qui dévalisent un entrepôt.
Les nombreux secteurs concernés par la vente à la sauvette ont chacun des chiffres et des statistiques différents : pour l’UNFD (Fédération Nationale des syndicats de détaillants en fruits, légumes et primeurs) 7 % des fruits et légumes seraient vendus à la sauvette, pour les fleurs, le chiffre est de 6 %. Dans le tabac, le manque à gagner est de 11 % et pour la contrefaçon, le coût pour les professionnels en France est de 6 milliards d’euros.
Autre problème pour faire des statistiques fiables : le fait que certains produits sont authentiques mais ont été volés ou sortis des circuits légaux de distribution alors que d’autres objets sont de la contrefaçon.
Enfin, dans le cas de certains produits, les professionnels s’interrogent sur ce qu’il faut mesurer. Par exemple, pour les médicaments périmés (donc plus vendables) ou faux (donc illégaux) qui ont de graves conséquences financières et médicales, on ne sait pas s’il faut tenir compte du prix des médicaments s’ils avaient été vendus en pharmacie, des coûts financiers pour l’assurance maladie si des acheteurs tombent malades, etc.
Les vendeurs de tours Eiffel à la sauvette sont souvent originaires d'Afrique de l'Ouest. Arrivés en France pour fuir la pauvreté, ils gagnent quelques centaines d'euros par mois, essentiellement utilisés pour payer le lit en foyer de travailleurs et les repas. Ils sont propriétaires de leur marchandise; achetée à des grossistes, qui est détruite si saisie par la police. En 2018, 4 000 destructions de marchandises ont été effectuées.

### Amérique latine et des Caraïbes

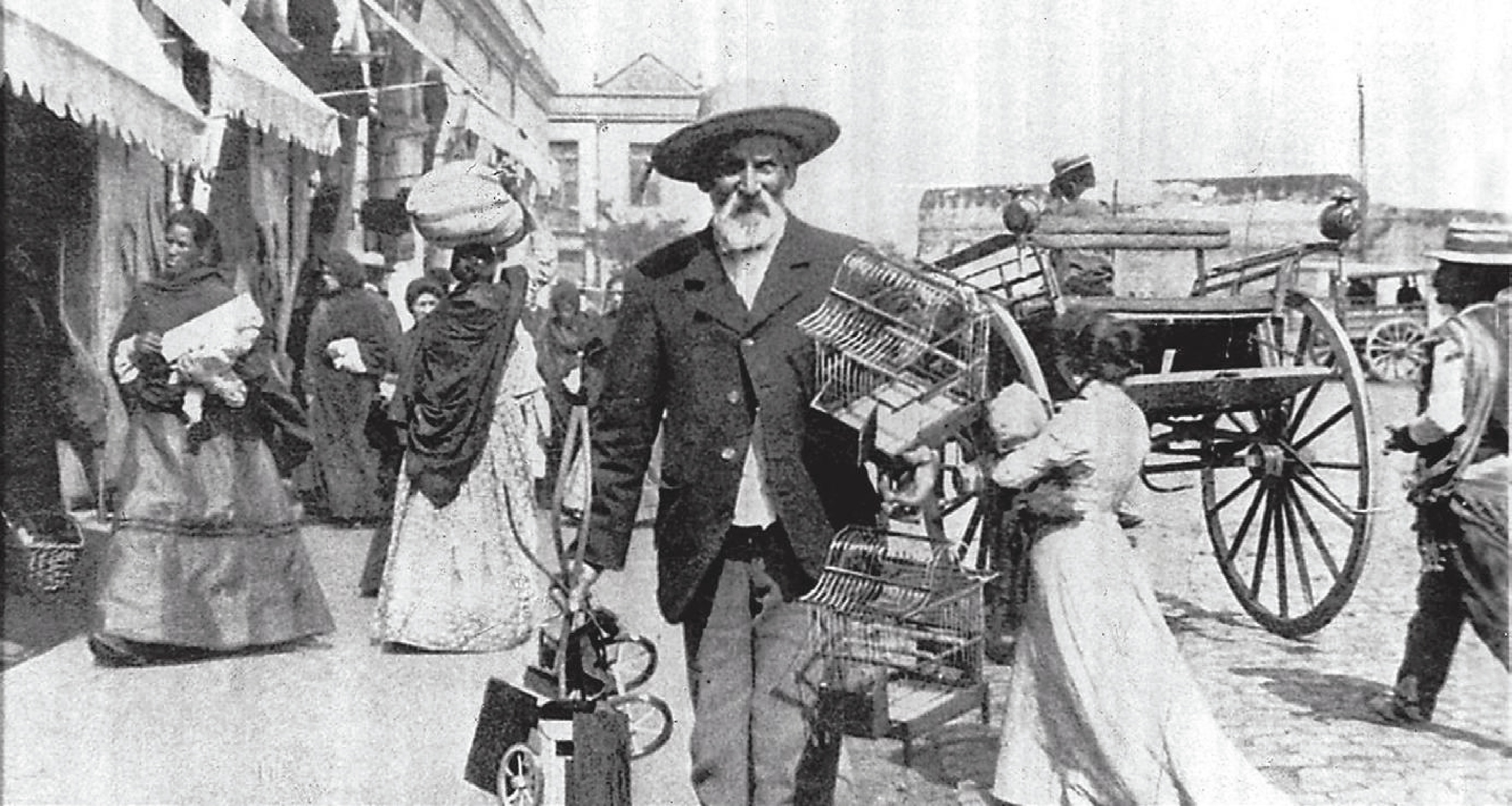
Vendedor ambulante chilien

Les vendeurs de rue en Amérique latine sont connus en espagnol et en portugais comme vendedores ambulantes ou simplement comme ambulantes, terme également utilisé en Italie. En Argentine, ils sont connus sous le nom de manteros. Certains de ambulantes s'installent sur un emplacement fixe, tandis que d'autres sont mobiles. Certains vendent leurs marchandises au porte-à-porte. On appelle leurs étals ou charrettes Puestos.
Il y a parfois des conflits entre les commerçants sédentaires et ceux des rues. Les pots-de-vin sont également un problème, car beaucoup de vendeurs de rue opèrent illégalement. Afin d'éviter de harceler les touristes et acheteurs, les ambulantes délimitent leurs territoires et limitent leur nombre. Un de leurs problèmes principaux est le vol de leur marchandises.

#### Argentine

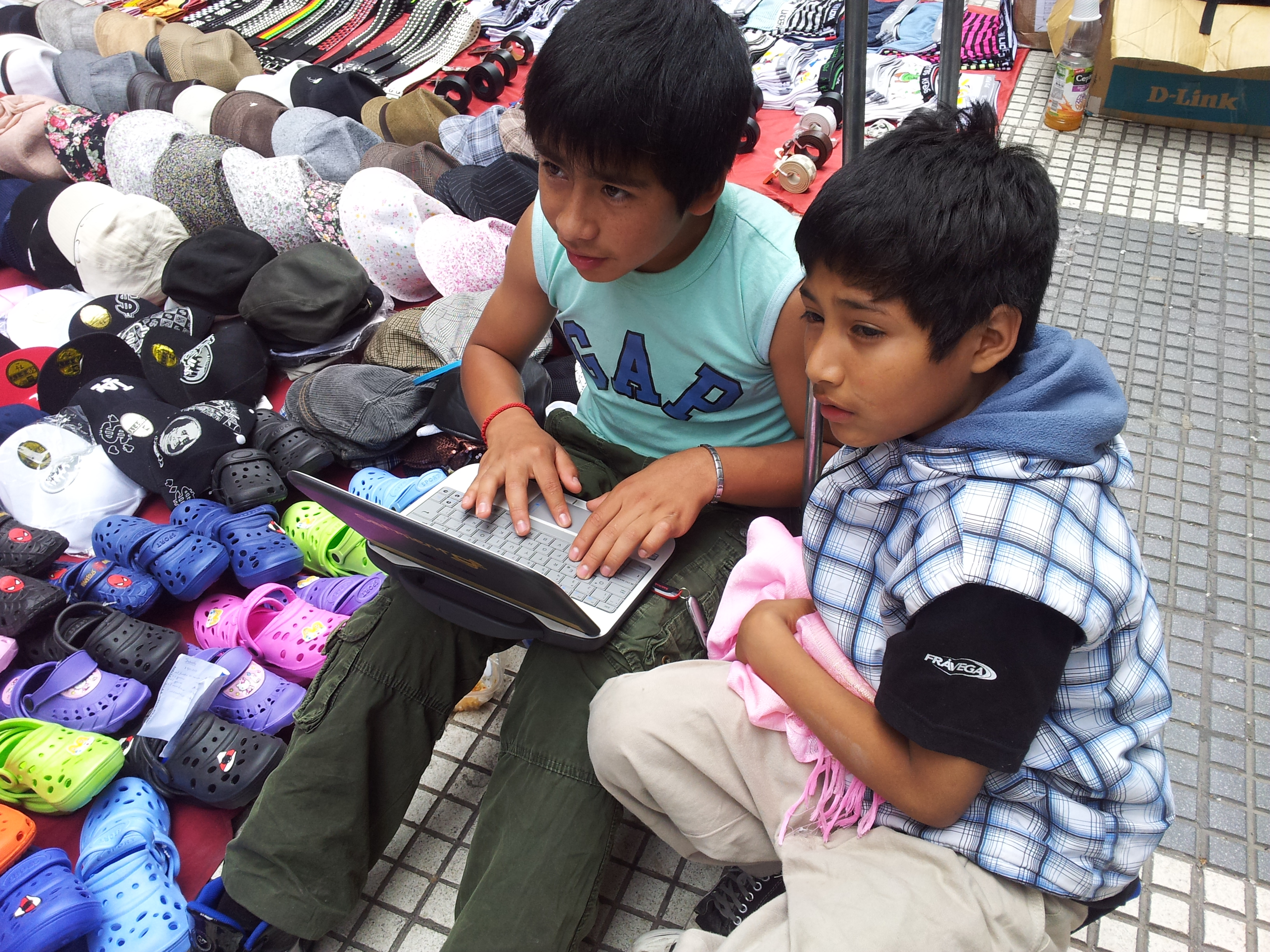
Deux enfants argentins travaillant comme "manteros" sur la calle Florida.

Les vendeurs de rue en Argentine sont connus sous l’appellation de manteros. Ils sont, en grande partie, des immigrés clandestins sans papiers et victimes de la traite d'êtres humains, soumis au travail forcé. Ils vendent des produits variés de façon informelle, dans la plupart des cas placés sur une couverture. Ils travaillent sur les trottoirs des endroits avec un important trafic quotidien, tels que la gare de Once, la gare de Retiro et la calle Florida. Ce commerce représente une concurrence illégale régulière aux magasins de détail. Les boutiques de la rue Avellaneda ont estimé que la présence des manteros leur faisait perdre 200 millions de pesos durant les fêtes de fin d'année.
Selon la Confederación Argentina de la Mediana Empresa (CENU), il y avait 463 manteros de travaillant à Once en décembre 2013, soit 16,8% de ceux présents à Buenos Aires. Les ventes quotidiennes des manteros représentent une valeur de 300 millions de pesos à Buenos Aires, dont 52 millions à Once. Un seul mantero peut gagner entre 2 000 et 3 500 pesos en une journée. Les manteros sont parfois aidés par des magasins de détail, qui stockent leurs produits dans la nuit, même s'ils ne sont pas autorisés à travailler comme entrepôts.
Le gouvernement de Buenos Aires tente d'éradiquer les manteros avec des descentes de police, en les évacuant des trottoirs et en s'emparant de leurs produits. La police a également fait 35 recherches et saisies réussies d'entrepôts illégaux en janvier 2014. Les manteros, cependant, reviennent le lendemain des raids. Le gouvernement tente d'affaiblir les organisations qui soutiennent les manteros avec des raids constants, provocant des manifestations de ceux-ci manteros.

#### Brésil

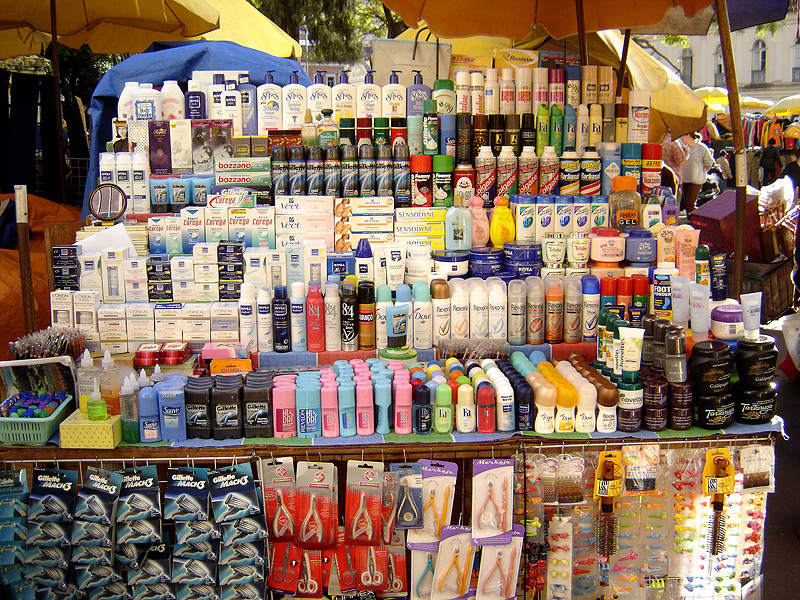
Etal de Camelô à Porto Alegre

Camelô est un nom en portugais du brésil donné aux vendeurs de rue dans les grandes villes brésiliennes.
Les forces de l'ordre entrent souvent en conflit, parfois physique, avec camelôs car ceux-ci vendent des produits de basse qualité (souvent importés d'Asie), ont un usage abusif de l'espace public (blocage des trottoirs gênant la circulation des piétons), et ne payent de taxes comme les détaillants. Leur présence est considérée comme le résultat de l'augmentation alarmante du chômage, bien que leur condition de vie pourrait être qualifiée de "sous-emploi". Beaucoup de gens qui travaillent en tant que camelôs vendent leurs produits en sachant qu'ils sont de faible qualité et pratiquent tout de même des prix élevés.
Le mot est emprunté du français camelot, qui signifie "vendeur de marchandises de mauvaise qualité", et le terme marreteiro est aussi parfois utilisé. La différence entre les camelôs et les ambulantes est que les camelôs ont un emplacement fixe sur un trottoir, alors que les ambulantes vendent leurs marchandises sur toute une zone.

#### Caraïbes
Dans les Caraïbes, les vendeurs de rue sont communément appelés higglers ou importateurs informels. Ils vendent des articles dans de petits kiosques le long des routes, les stations de transports en commun, et d'autres lieux où les consommateurs veulent acheter des encas, des cigarettes, du crédit téléphonique et d'autres produits à bas prix. Les higglers divisent souvent des produits en grande quantité pour les revendre en petites portions.

#### Cuba
Dans la musique cubaine et latino-américaine, un pregón (annonce ou cri du vendeur de rue) est un type de chanson basée sur la vente de rue ("canto de los vendedores de rue").

#### Guatemala
À Antigua, les femmes, dont beaucoup sont d'origine maya (y compris cakchiuel) et ladino, vendent des produits de l'artisanat. Certains vendent des textiles tels des po pas (blouses) et des su pas.

#### Mexique
La présence de vendeurs de rue à Mexico date de la période préhispanique, et le gouvernement a du mal à la contrôler. Les vendeurs y sont persistants et ils seraient plusieurs milliers dans la totale illégalité. En 2003, il a été compté qu'il y avait 199 328 les vendeurs de rue dans la Mexico.
À Oaxaca, il y a beaucoup de vendeurs de tortilla, le terme regatones (du verbe regatear) est utilisé pour ceux qui achètent des produits pour les revendre à profit.

#### Pérou
Au Pérou, les autorités font l'usage de canons à eau pour débarrasser les rues d'Arequipa des ambulantes. Nombreux de ces vendeurs viennent des régions rurales pour vendre leurs productions, y compris des figues de barbarie, des bordados (broderies) et des polleras (jupes brodées).

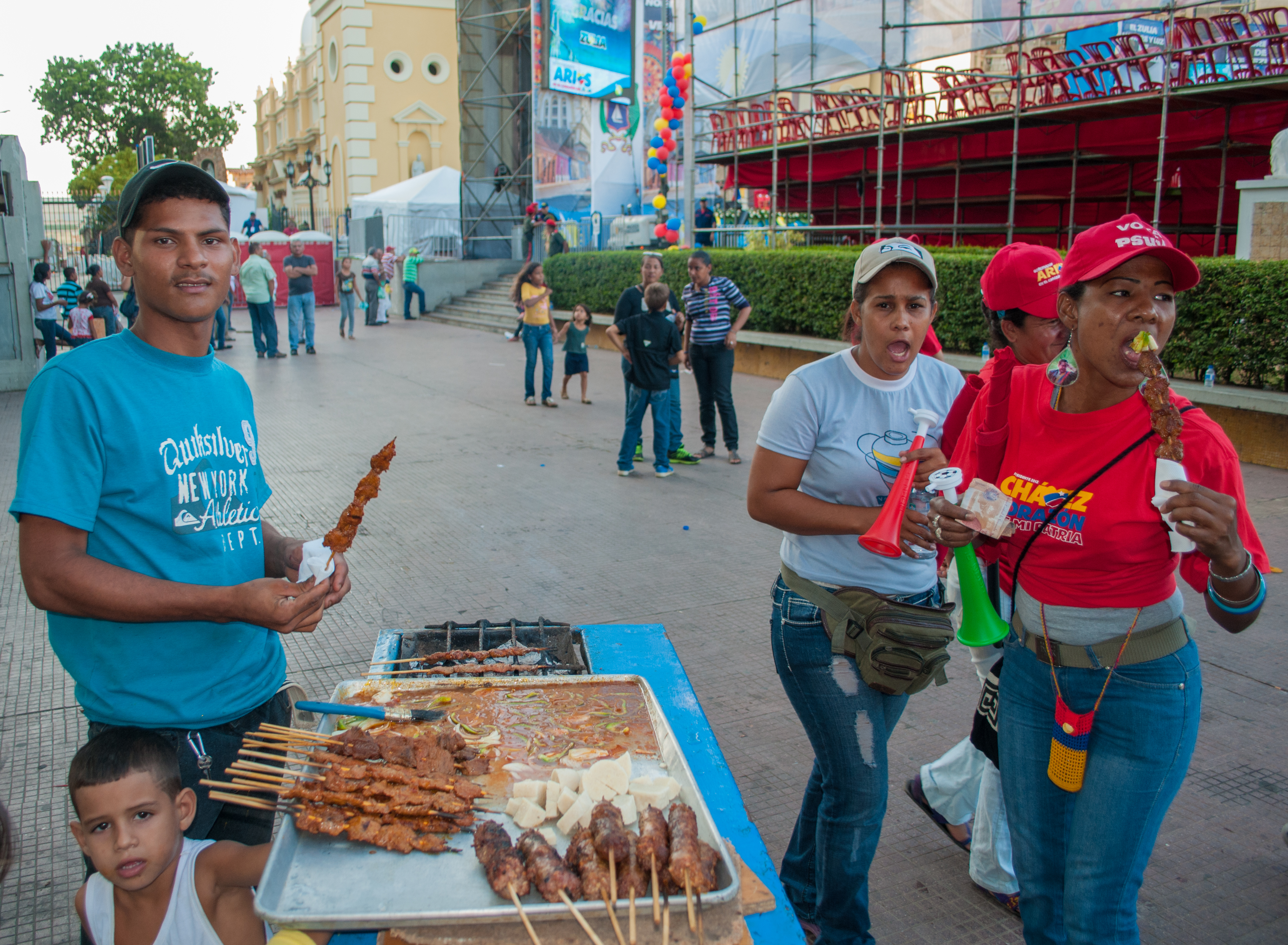
Vendeur ambulant de parrillas à Maracaibo, Venezuela.
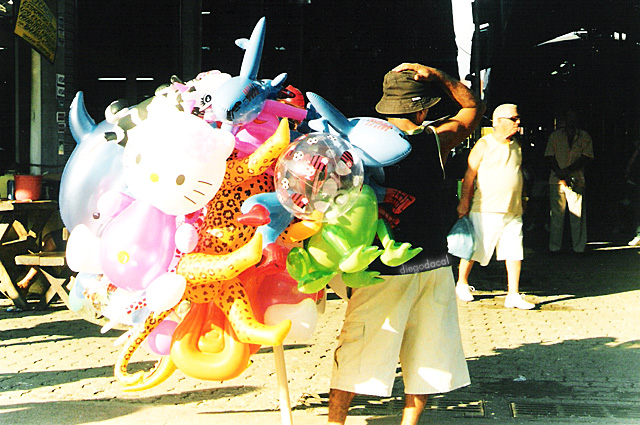
« Camelô » à Rio de Janeiro, au Brésil
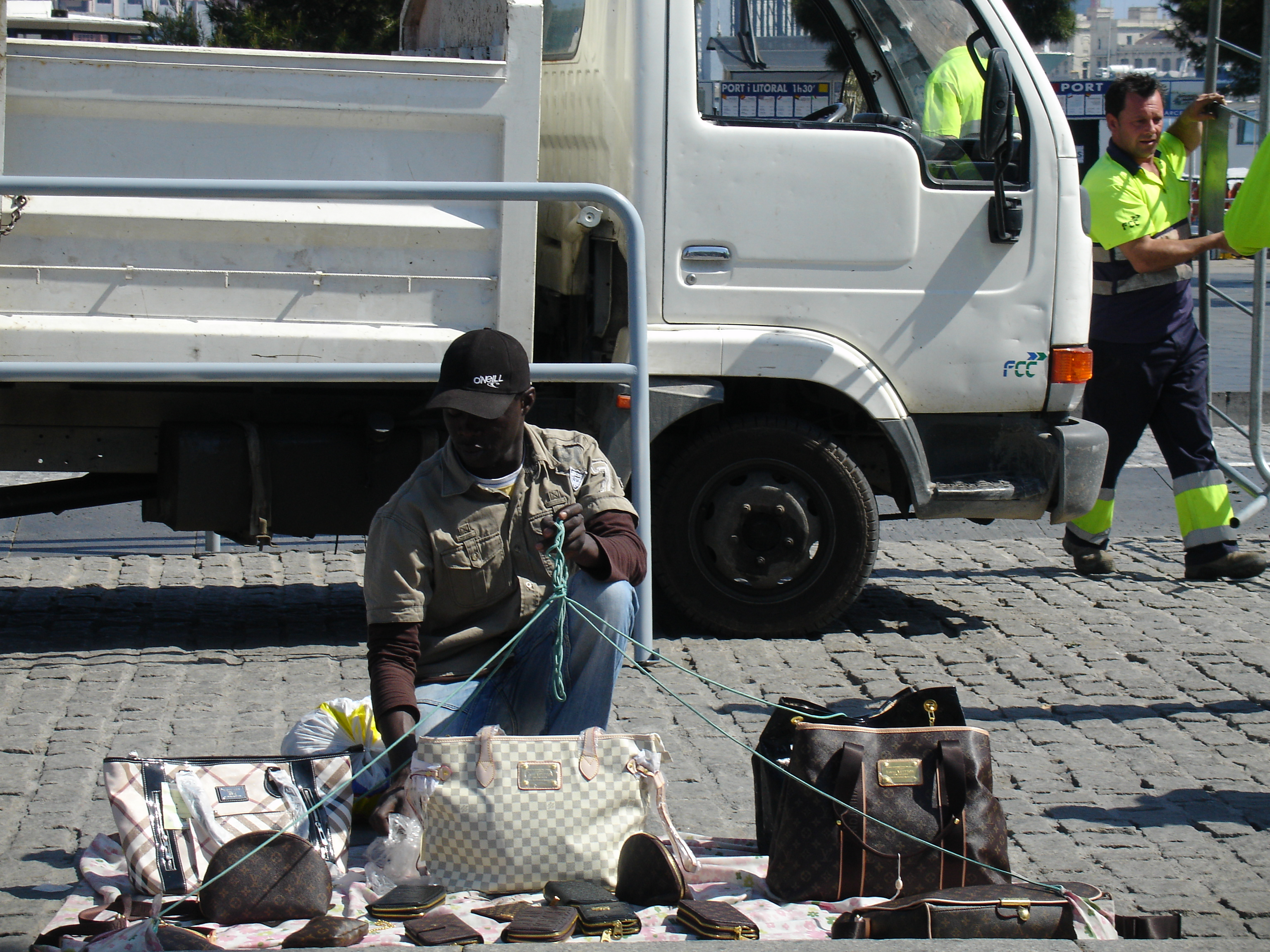
Vendeur de rue à Barcelone, sa marchandise sur une toile tenue par une corde permettant une installation et un départ rapides.
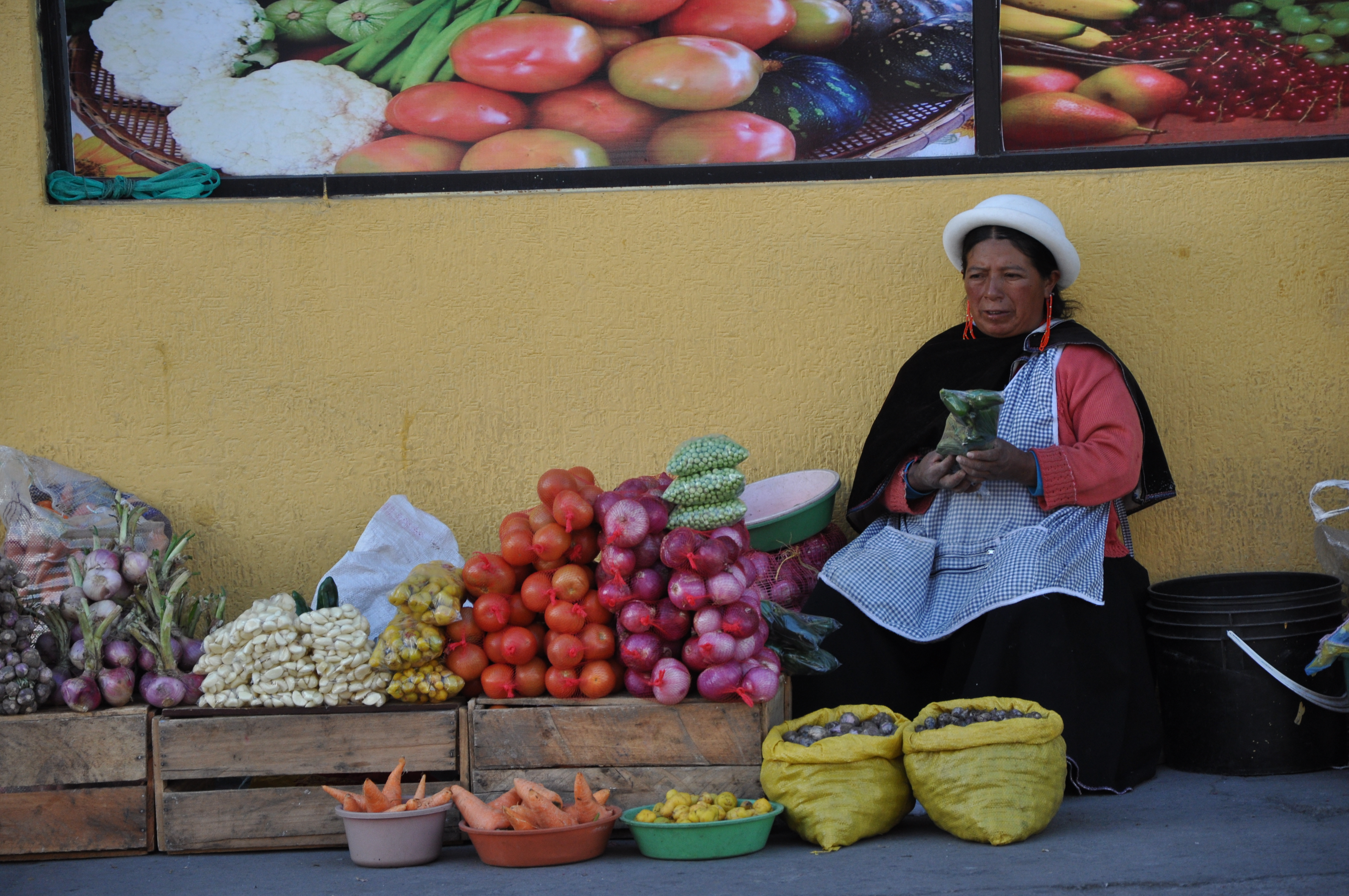
Vendeur de rue

### Amérique Du Nord
Dans les grandes villes à travers l'Amérique du Nord, les vendeurs de rue sont appelés street vendors, ils vendent en général de la nourriture comme des bananes frites ou de la barbe à papa et des boissons comme du bubble tee, ainsi que des bijoux, des vêtements, des livres et des peintures.
On trouve aussi des vendeurs spécialisés dans la vente d'articles pour fans sur les lieux de sport ; on les appelle simplement stadium vendors,.